# マアジ
マアジ（真鯵、真鰺、学名 Trachurus japonicus） は、アジ目アジ科に分類される魚の一種。北西太平洋の沿岸域に分布する海水魚である。日本では重要な食用魚の一つで、単に「アジ」と言えば通常は本種を指す。

## 特徴
成魚の全長は50cmに達するが、よく漁獲されるのは30cm程度までである。体は紡錘形でやや側扁し、頭長は体高より長い。側線は体の中ほどで下方に湾曲し、背鰭第8軟条下から尾まで直走する。この側線上には全体に亘って稜鱗（りょうりん : 俗称「ぜんご」「ぜいご」）と呼ばれる棘状の鱗が69-73個並ぶ。臀鰭の前端部には2本の棘条がある。鰓蓋（さいがい、えらぶた）上縁に一つの黒色斑がある。口内では両顎・口蓋骨・鋤骨（じょこつ）・舌に細歯がある。背側は緑黒色で腹側は銀白色、中間域は金色である。
体色と体型は、浅海の岩礁域に定着する「居つき型（瀬付き群）」と、外洋を回遊する「回遊型（沖合回遊群）」で異なる。居つき型は全体的に黄色みが強く、体高が高い。一方、「回遊型」は体色が黒っぽく、前後に細長い体型をしている。例えば東京湾沿岸では居つき型を「キンアジ」「キアジ」、回遊型を「ノドグロ」「クロアジ」などと呼んで区別する。
ムロアジ属 Decapterus 諸種、メアジ Selar crumenophthalmus 等の類似種がいるが、本種は第二背鰭・臀鰭の後ろに小離鰭が無いこと、側線の全てが稜鱗で覆われること、側線が体の中ほどで大きく下方に湾曲することで区別がつく。関西ではマアジを赤アジ、ムロアジを青アジとも呼ぶ。

### 生態
北西太平洋の固有種で、北海道から九州までの日本各地、朝鮮半島周辺から東シナ海などに分布する。特に日本海や東シナ海で個体数が多い。地方毎に独立した地方系群もあると考えられ、これらは遺伝子プール・形態・生態・産卵地もわずかずつ異なるとされる。主なものは九州北部群、東シナ海中部群、東シナ海南部群、小さい群として九州南方域、高知沖、関東伊豆付近、瀬戸内海、富山湾がある。
回遊型は沿岸から沖合の中層・底層を群れで遊泳する。季節に応じた長距離の回遊を行い、春に北上・秋に南下する。一方、居つき型は浅海の岩礁付近に定着し、季節的な回遊をしない。食性は肉食で、動物プランクトン、甲殻類、多毛類、イカ、他の小魚等を捕食する。
産卵期は地域の気候によって異なり、東シナ海では1月だが北海道では8月となる。早春の東シナ海で仔魚・稚魚が多数見られることから、回遊型は東シナ海で産卵し、これらが黒潮に乗って東アジア沿岸域に分散すると考えられている。産卵数は全長20cm台のメスが約10万-30万、全長34cm以上で36万-56万に達する。卵は直径0.8-0.9mmの分離浮性卵で、40時間ほどで全長2.5mmの仔魚が孵化する。幼魚は流れ藻に付くことがあり、内湾の浅い海でも見られる。2-3年で成熟し、寿命は最長12年という記録がある。

## 名称
本種は日本産アジ類の中でも特に漁獲が多く代表種となっていることから「真」が付く。新井白石は「アジとは味也、その味の美をいふなりといへり」と記している。食用に利用する際は大きさによって「小アジ」「中アジ」「大アジ」等とも呼ばれる（アジの語源についてはアジを参照）。
地方名も多く、アヅ（富山・秋田）、メダマ（東京）、ノドクロ、クロアジ（東京 : 回遊型を指す）キアジ、キンアジ（東京 : 居つき型を指す）、アカアジ（関西 : 稚魚を指す）、ヒラアジ（和歌山・大阪・広島）、ホンアジ（和歌山）、トツカアジ、トツカワ（和歌山）、オオアジ（神戸・松江）、オニアジ（兵庫明石）、メックリアジ（神戸・明石・淡路島北部周辺）、ゼンゴ（中国・四国地方）、アジゴ（中国・四国地方：小型のもの）、キンベアジ（鹿児島）、ジンタン（鹿児島 : 稚魚を指す）等がある。関アジは豊予海峡で漁獲し、大分県大分市佐賀関で水揚げしたアジの商標である。

## 利用

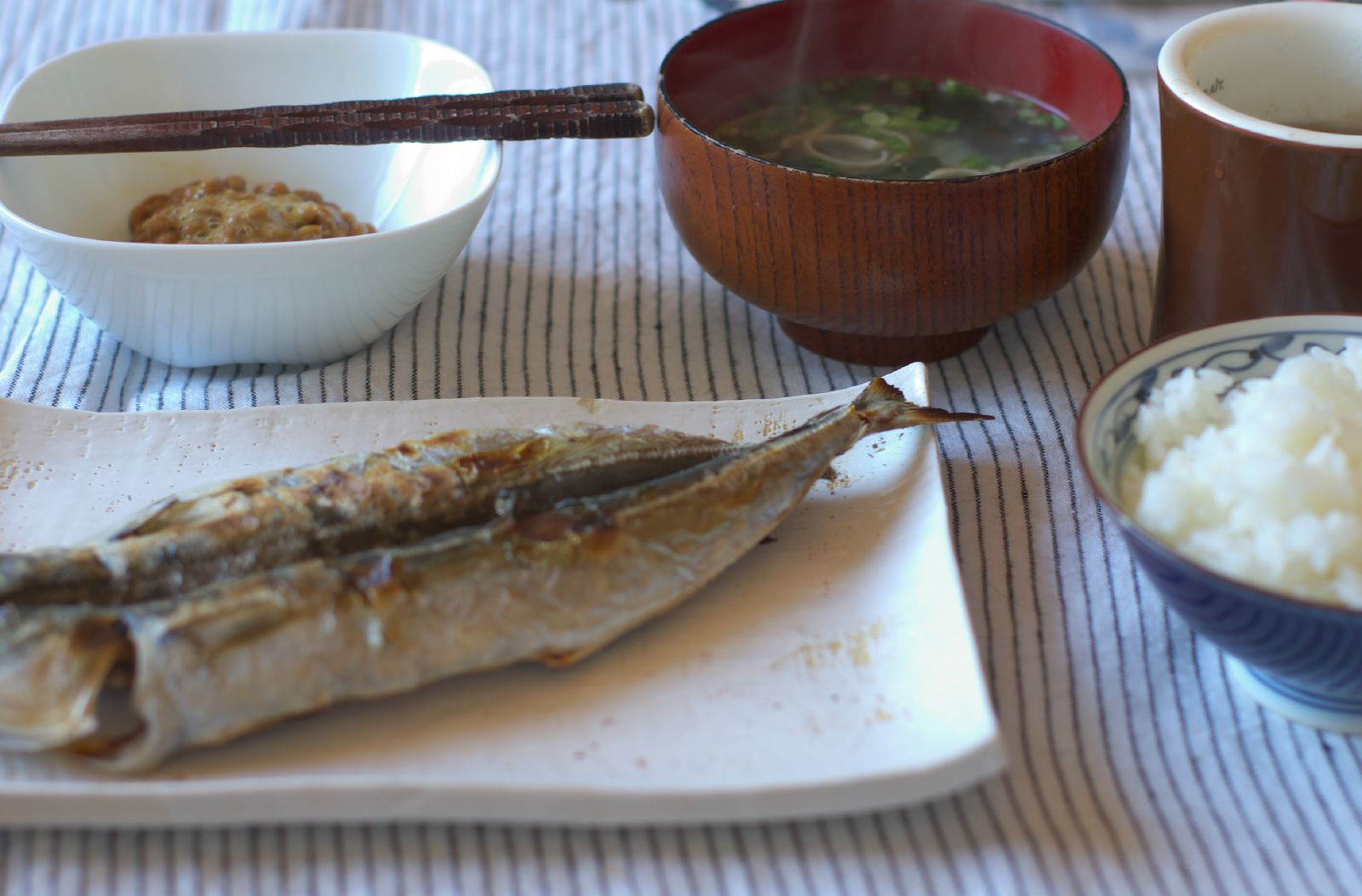
アジの開き（焼き魚）を主菜とした日本の朝食

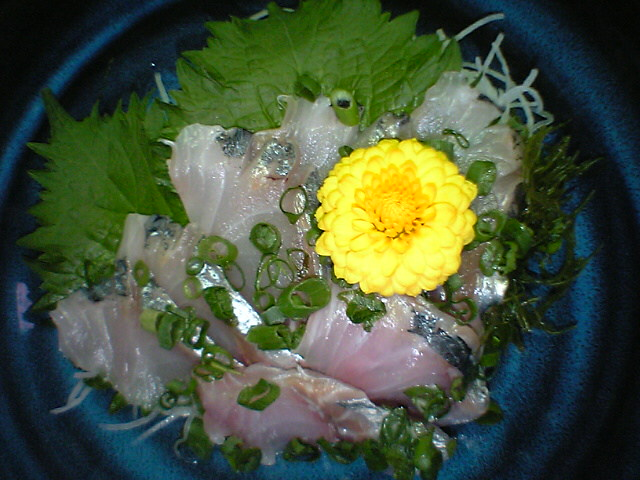
マアジの刺身

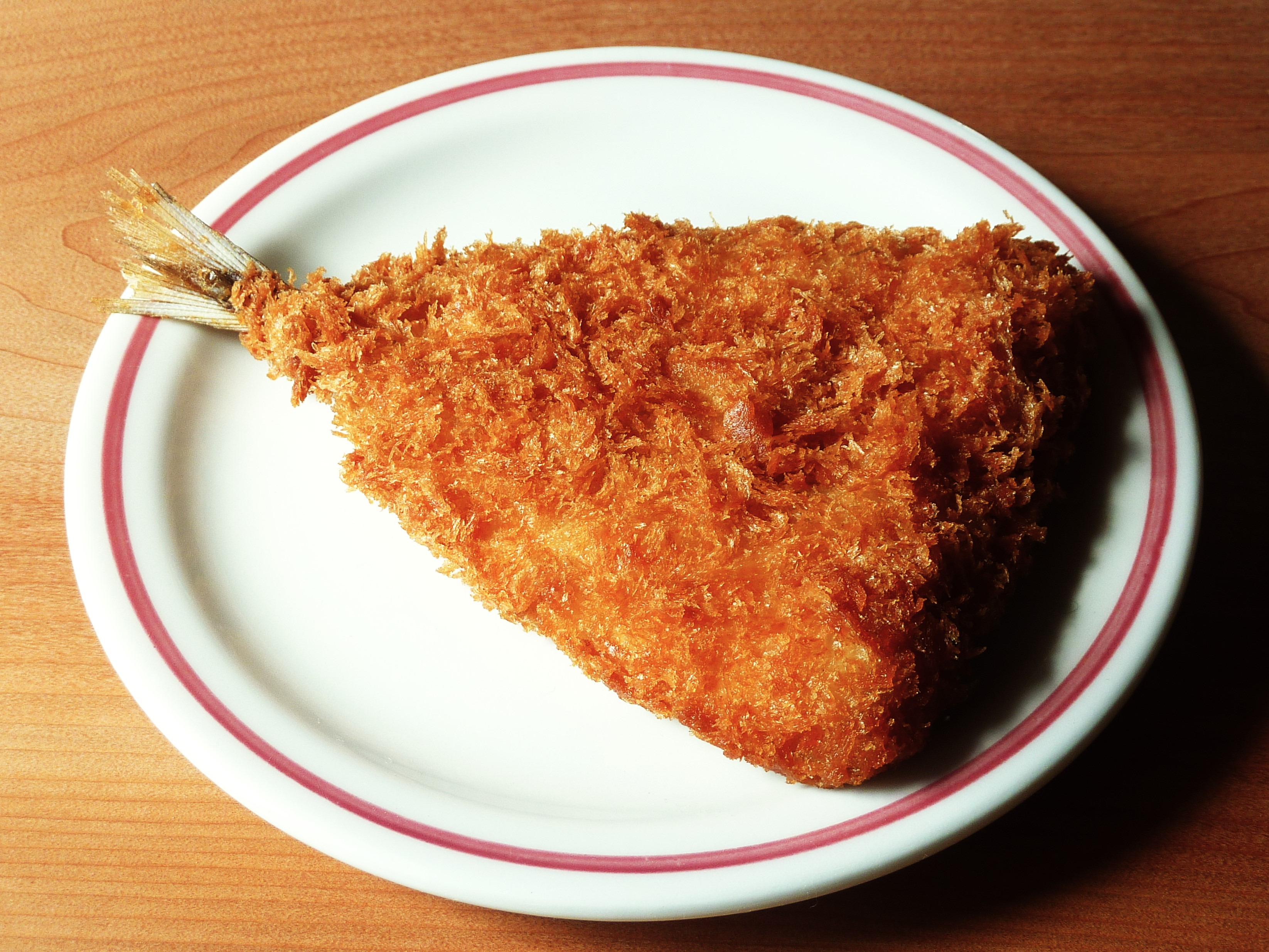
アジフライ

日本では重要な食用魚として、定置網、巻き網、引き網、刺し網、釣りなど各種の漁法で大量に漁獲される。ほぼ季節を問わず漁獲されるが、旬は夏とされている。
身はピンク色で、ある程度の脂肪を含む。白身魚と赤身魚の中間の身質をもち、青魚の一種に数えられる。回遊型は漁獲量が多く、身の脂が少ない。居つき型は漁獲量が少なく、身の脂が多い。
用途は唐揚げ・南蛮漬け・フライ（アジフライ）・ムニエル・塩焼き・煮付け・刺身・たたき・寿司種・干物・つみれなど極めて幅広い。大きさによって調理法も異なり、例えば小さなものは唐揚げにされることが多い。薬味にはネギやショウガを用いる。房総半島周辺のなめろう等、郷土料理も各地にある。

### 釣り
大型個体は一本釣りなどで狙うこともあるが、中型・小型のものはアミ類等をまき餌（コマセ）として使い、サビキで釣り上げる方法が一般的である。中には茨城や千葉などコマセなしで行う地域もある。夜には船舶や漁港などの集魚灯によく集まるので、夜釣りの対象ともなっている。陸からの釣りはサビキ釣り、カゴ釣り、ウキフカセ釣り、延べ竿のウキ釣り (float fishing) 、ルアー釣り（アジング）などもある。
船からの釣りではビシ釣りも多い。例えば関東周辺では以下のような仕掛けが使われる。
- 釣り竿 - 1.5-2mくらいの先調子・軟調子（専用調子）
- リール - 小・中型電動リール。錘が重いので両軸は好ましくない。
- 道糸 - PE（新素材）4-6号。潮が速いともつれるので、経験者が推奨する太さに合わせる。棚取りが重要なのでなるべく色あせていない新しいものにする。
- 天秤 - 腕長35-45cmくらいのもの。ただし軟調子を使う場合は腕の柔らかいものは不適。
- ビシ - アンドンビシを使用するが、潮の速さにより使う重さを変える。
- クッションゴム - 1.5-2mm。竿や状況により使い分ける必要がある。
- 仕掛け
  - ハリス - 2号、40cm以上を狙うなら2.5-3号。長さは2mほど取るが、状況により2.5mや3m取ることもある。
  - 枝ス - ハリスの太さに合わせ、長さは20-30cm。
  - 釣り針 - ムツ針の10-11号でよいが、アジ専用針なども販売されている。大型を狙い12号を使う場合もある。
    - ムツ(金)10,11号 - アジへのアピールは強いが、同時にサバへのアピールも強い。サバが多いとアジが食う前にサバが食いついたり、アジが食った後にサバが食ってアジを振り落としたりする。
    - ムツ(銀)10,11号 - サバが多い時に使用する。
    - その他 - 青イソメ使用時などの状況によって赤、緑などがいいこともある。
- 釣り餌 - 赤タン（イカを赤く染めたもの）、青イソメ、オキアミ等